# Список умерших в 570 году

## Январь
- 29 января — Гильда Премудрый, древнейший историк бриттов, британский святой.

## Февраль
- Абдуллах ибн Абд аль-Мутталиб, отец пророка Мухаммеда и сын Абд аль-Мутталиба.

## Март
- 22 марта — Сога-но Инамэ, японский государственный и политический деятель.

## Июль
- 21 июля — Акуль-Мо-Наб II (46), правитель Баакульского царства цивилизации майя со столицей в Лакам-Ха (Паленке) (565—570).

## Дата смерти неизвестна или требует уточнения
- Абраха аль-Ашрам, христианский царь Химьяра.
- Анастасий Суппентонийский, святой настоятель монастыря в Суппентонии.
- Виктор Туннунский, епископ североафриканского города Туннуны, автор церковной хроники.
- Вульдетрада, королева франков по браку с Теодебальдом и Хлотарем I, герцогиня баваров по браку с Гарибальдом I.
- Иоанн Филопон, философ-неоплатоник (представитель Александрийской школы неоплатонизма), механик и физик.
- Иосиф, католикос-патриарх Церкви Востока (552—567).
- Кинварх ап Мейрхион, король Северного Регеда (535—570).
- Олимпиодор Младший, философ-неоплатоник, представитель Александрийской школы неоплатонизма.
- Теодемир, король свевов в Галисии (561/566—570).
- Харис ибн Хиллиза аль-Йашкури, арабский поэт доисламского периода, автор одной из семи муаллак.